# Эзуду, Джошуа
Джамике-Томисин «Джошуа» Эзуду (англ. Jamuike-Tomisin «Joshua» Ezeudu ; 19 сентября 1999, Лоренсвилл, Джорджия) — профессиональный американский футболист, гард клуба НФЛ «Нью-Йорк Джайентс». На студенческом уровне играл за команду университета Северной Каролины. На драфте НФЛ 2022 года был выбран в третьем раунде.

## Биография
Джошуа Эзуду родился 19 сентября 1999 года в Лоренсвилле в Джорджии. Имеет нигерийские корни, его мать эмигрировала в США в 1999 году незадолго до его рождения. В детстве он занимался баскетболом и соккером, затем начал играть в футбол. Эзуду окончил старшую школу имени Бенджамина Арчера, играл в составе её футбольной команды на позиции тэкла нападения.

### Любительская карьера
После окончания школы Эзуду поступил в университет Северной Каролины. В 2018 году он дебютировал за его команду в турнире NCAA, сыграл один матч, после чего провёл оставшуюся часть сезона в статусе освобождённого игрока. В 2019 году он сыграл в тринадцати матчах, семь из них начал в стартовом составе, выходил на поле на позициях левого тэкла и гарда. За сезон Эзуду пропустил только один сэк.
В 2020 году Эзуду сыграл в десяти матчах, проведя на поле 657 снэпов. По итогам турнира он был включён в состав второй сборной звёзд конференции ACC по версии Associated Press. Перед началом сезона 2021 года его называли в числе возможных претендентов на Трофей Аутленда лучшему внутреннему линейному NCAA. Он принял участие в двенадцати играх турнира, сыграл 737 розыгрышей.

### Профессиональная карьера
Перед драфтом НФЛ 2022 года аналитик издания Bleacher Report Брэндон Торн к сильным сторонам Эзуду относил его подвижность, рост и длину рук, хороший арсенал технических приёмов работы в блоке, силовой стиль игры. Недостатками назывались недостаточная быстрота движений рук, склонность опускать их слишком низко, открывая сопернику корпус.
На драфте Эзуду был выбран «Нью-Йорк Джайентс» в третьем раунде. Сумма его четырёхлетнего контракта с клубом составила 5,5 млн долларов. В июне 2022 года ему прогнозировали участие в борьбе за позицию левого гарда команды с Шейном Лемьё и Максом Гарсией. В регулярном чемпионате НФЛ он дебютировал в матче первой недели сезона против «Теннесси Тайтенс».